# Alija

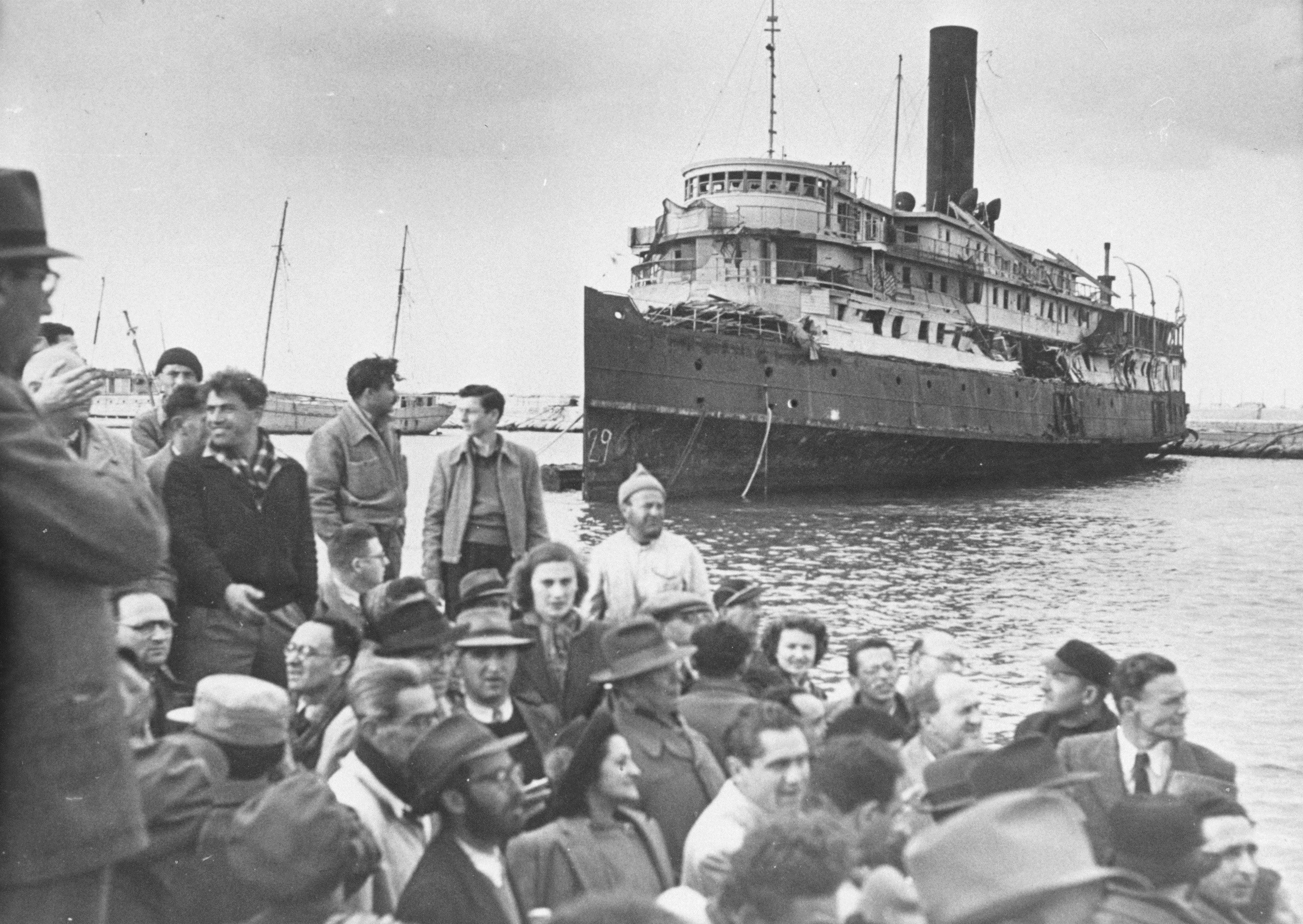
Imigranci w 1947

Alija – statystyka

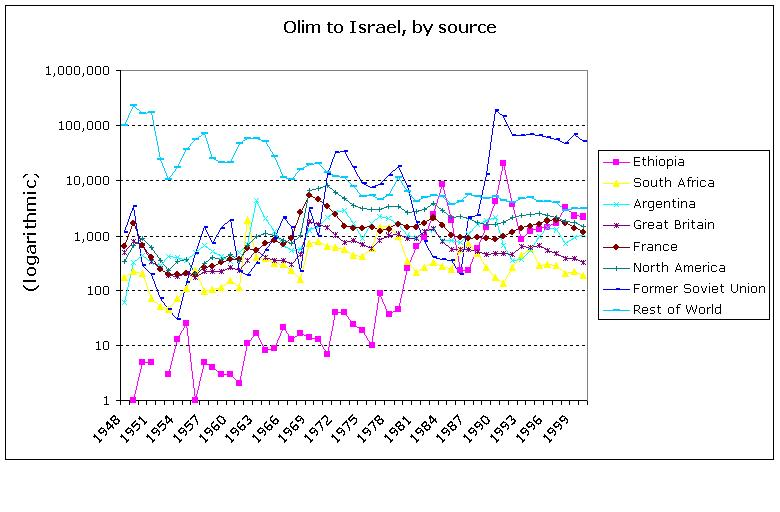
Alija – kraj pochodzenia

Alija (hebr. עלייה, dosłownie: wstąpienie) – żydowska imigracja do Palestyny, a po 1948 roku do współczesnego państwa Izrael. Tak Żydzi określają „powrót do ojczyzny swoich ojców”.

## Pierwsza alija (1881–1903)
W latach 1881–1914 doszło do serii 223 pogromów Żydów w Imperium Rosyjskim. Wielu z Żydów ruszyło w poszukiwaniu lepszego świata, głównie za ocean, do Ameryki. Pewna część imigrantów skierowała się do Palestyny. Była to tzw. pierwsza alija. 
W 1882 roku rumuńscy Żydzi osiedlili się w pobliżu Safedu i założyli tam kolonię Rosz Pina oraz pod Hajfą, zakładając Zichron Ja’akow. Żydzi z Charkowa założyli kolonię Riszon le-Cijjon.

## Druga alija (1904–1913)
W latach 1904–1913 do Palestyny przybyła kolejna fala żydowskich imigrantów. Przeważali zwolennicy socjalistyczno-syjonistycznych ideologii z Europy Wschodniej, którzy po klęsce rewolucji w 1905 roku i po kolejnej fali pogromów pochwycili teraz ideę państwa żydowskiego stworzoną przez Teodora Herzla. W drugiej alii do Palestyny przybyło około 40 tysięcy Żydów pochodzących głównie z Rosji (w tym z ziem polskich) i Jemenu.
Owi pionierzy (hebr. חלוצים [chalucim]) zakładali wspólnoty rolnicze, rekultywowali bagna w dolinie Hula, Pustynię Judzką i nadmorski pas wydm. Założyli nadmorskie miasto Tel Awiw i sieć małych osad rolniczych.
W 1914 roku w Palestynie istniały już 43 żydowskie kolonie rolnicze, z czego 14 było kibucami.

## Trzecia alija (1919–1923)
W latach 1919–1923 do Palestyny przybyła kolejna fala żydowskich imigrantów.
Osuszono wówczas i skolonizowano tereny Doliny Jezreel.

## Czwarta alija (1924–1931)
W latach 1924–1931 do Palestyny przybyła kolejna fala żydowskich imigrantów. Szacuje się, że w tym okresie w Palestynie osiedliło się około 80 tysięcy Żydów (w tym prawie 62 tysięcy Żydów polskich). Byli to rzemieślnicy i drobni przedsiębiorcy, którzy nie widzieli możliwości działania politycznego w Polsce. Ich napływ do Palestyny był silnym impulsem rozwoju.

## Piąta alija (1931–1940)
W latach 1931–1940 piąta fala żydowskich imigrantów przybyła do Palestyny. Szacuje się, że w tym okresie około 250 tysięcy Żydów osiedliło się w Palestynie. W tej liczbie znajdowało się około 100 tysięcy Żydów niemieckich, którzy uciekali przed nazizmem z Europy.

## Alija Bet (1941–1947)
Szósta fala żydowskich imigrantów przybywała do Palestyny w trudnych wojennych latach 1941–1947.
W tej szóstej alii przybyli nieliczni, którym udało się uciec przed Zagładą w Europie.

## Alija w XXI w.
Prawem powrotu do Izraela objęte są rodziny, w których przynajmniej jedno z dziadków lub dwoje pradziadków było Żydem i wtedy obejmuje także zstępnych tych rodzin. Prawo to przysługuje także konwertytom na judaizm ortodoksyjny, a od 1994 roku także konwertytom na judaizm reformowany i judaizm konserwatywny.